# Estas Tonne

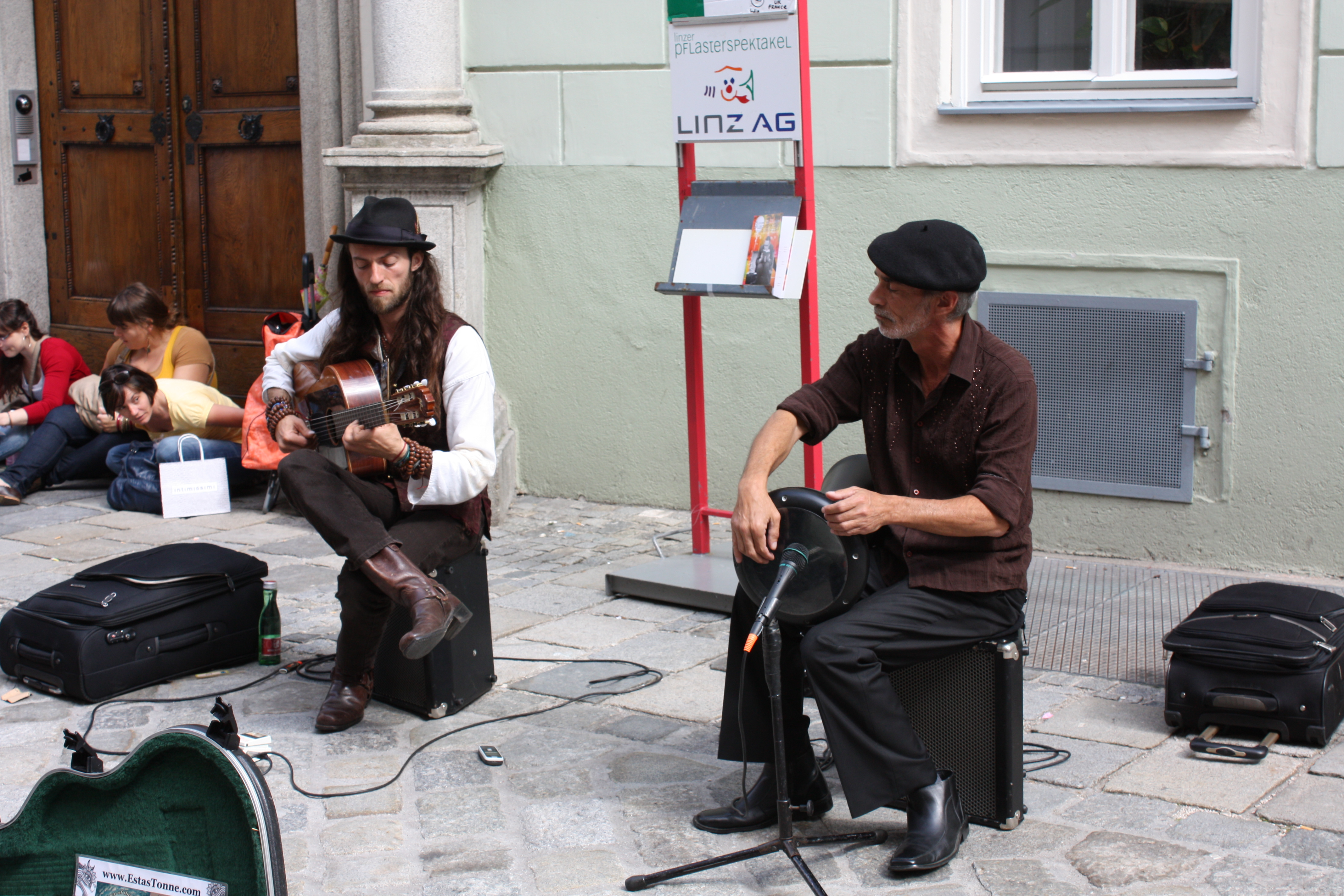
Estas Tonne (à esquerda), com seu violão, acompanhado de um percussionista, tocando no festival Pflasterspektakel, em 2011.

Estas Tonne (24 de abril de 1975) nascido na zona da União Soviética onde hoje fica a Ucrânia (porém nunca aí viveu e a sua língua materna é Russo), é um guitarrista que se auto-intitula de modern-day troubadour ("Trovador dos tempos modernos") que "não se identifica com apenas um país ou uma nação, mas sim com a riqueza cultural do mundo". Apesar de ser considerado um instrumentista virtuoso, energético e folk, as influências da formação erudita são visíveis em suas canções.
Seus videos tocando nas ruas são um sucesso na internet (o video “Estas Tonne - The Song of the Golden Dragon” tem mais de 98 milhões de visualizações no youtube). Por isso, é sempre convidado para tocar em festivais internacionais, tais como "Buskers Festival Stadtspektakel" (Landshut - Alemanha), Aufgetischt Festival! (St. Gallen - Suíça), No Mind Festival 2013 (Ängsbacka - Suécia), 5th International Summer Music Festival 2013, Venue for Revival, Culture and Personal Development (Pyrgos / West Mani, Kalamata, Grécia), International Summer Concerts 2013 (Xiropigado, Kalolimano  - Grécia), Gara Vasara Festival 2013 (Riga - Letonia), Andanças (Portugal), entre outros.
Desde 2003 já compartilhou mais de 50.000 CDs e possui 350.000 seguidores em sua rede social.
Estas Tonne é assim descrito: 
| “ | "Estas Tonne é um carismático trovador dos tempos modernos que, ao tocar, espalha pelo mundo uma mensagem inspiradora da nova consciência e do novo paradigma, encantando audiências desde as Américas à Índia, do Médio Oriente à Europa. É conhecido pelo seu estilo de guitarra, único e marcante, que toca profundamente os ouvintes, especialmente aqueles que testemunham a intensidade de sua música ao vivo." | ” |

## Discografia
O músico resume a sua obra ao comentar o modo como foram gravados os seus discos. "Cada álbum é um demo gravado ao vivo. O que significa caminhar em um estúdio e tocar o que se sente." Além disso, um dos preceitos de Estas é ser um artista completamente independente. Assim, todos seus álbuns estão disponíveis gratuitamente no bandcamp.

### Álbuns
- 2002 - Black and White World
- 2004 - Dragon of Delight
- 2008 - 13 Songs of Truth
- 2009 - Bohemian Skies
- 2011 - Place of the Gods
- 2012 - Live in Odeon (2011)
- 2012 - The Inside Movie
- 2013 - Internal Flight (Guitar Version)
- 2013 - Internal Flight (Live at Garavasara)
- 2016 - Mother of Souls. Soundscape of Life